# Josef Echinger
Josef Echinger (* 22. März 1841 in Lohe; † 16. Februar 1911 in Sankt Englmar) war ein deutscher Posthalter, Bürgermeister und Mitglied des Deutschen Reichstags.

## Leben
Echinger besuchte das Lehrerseminar in Straubing und war zehn Jahre Volksschullehrer. Danach war er Posthalter und Bürgermeister in Sankt Englmar.
Von 1899 bis 1903 war er Mitglied des Deutschen Reichstags für den Wahlkreis Niederbayern 2 (Straubing, Bogen, Landau, Vilshofen) für die Deutsche Zentrumspartei. Außerdem war er von 1887 bis 1899 und von 1905 bis zu seinem Tode Mitglied der Bayerischen Kammer der Abgeordneten.